# Viking Fotballklubb 1983
Questa voce raccoglie le informazioni riguardanti il Viking Fotballklubb nelle competizioni ufficiali della stagione 1983.

## Rosa
| N. |                     | Ruolo | Calciatore         |
| -- | ------------------- | ----- | ------------------ |
|    | Norvegia (bandiera) | P     | Tore Haugvaldstad  |
|    | Norvegia (bandiera) | P     | Erik Johannessen   |
|    | Norvegia (bandiera) | D     | Tor Reidar Brekke  |
|    | Norvegia (bandiera) | D     | Svein Fjælberg     |
|    | Norvegia (bandiera) | D     | Gunnstein Fjetland |
|    | Norvegia (bandiera) | D     | Tonning Hammer     |
|    | Norvegia (bandiera) | D     | Per Henriksen      |
|    | Norvegia (bandiera) | D     | Bjørn Kvia         |
|    | Norvegia (bandiera) | D     | Arild Ravndal      |

| N. |                        | Ruolo | Calciatore        |
| -- | ---------------------- | ----- | ----------------- |
|    | Norvegia (bandiera)    | C     | Cato Andersen     |
|    | Norvegia (bandiera)    | C     | Terje Austenå     |
|    | Norvegia (bandiera)    | C     | Knut Inge Svela   |
|    | Norvegia (bandiera)    | C     | Torbjørn Svendsen |
|    | Norvegia (bandiera)    | C     | Arndt Tellefsen   |
|    | Inghilterra (bandiera) | A     | Gary Goodchild    |
|    | Norvegia (bandiera)    | A     | Nils Ove Hellvik  |
|    | Norvegia (bandiera)    | A     | Isak Arne Refvik  |
|    | Norvegia (bandiera)    | A     | Erik Tangen       |

## Risultati

### Campionato

#### Girone di andata
| Moss 24 aprile 1983 | Moss | 2 – 0 | Viking | Melløs Stadion |

| Sogndal 1º maggio 1983 | Viking | 0 – 0 | Vålerengen | Fosshaugane Campus |

| Grimstad 8 maggio 1983 | Kongsvinger | 1 – 2 | Viking | Levermyr Stadion |

| Fredrikstad 12 maggio 1983 | Viking | 1 – 2 | Rosenborg | Fredrikstad Stadion |

| Stavanger 16 maggio 1983 | Viking | 2 – 2 | Lillestrøm | Stavanger Stadion |

| Kristiansand 23 maggio 1983 | Start | 1 – 2 | Viking | Kristiansand Stadion |

| Stavanger 29 maggio 1983 | Viking | 1 – 2 | Mjøndalen | Stavanger Stadion |

| Hamar 5 giugno 1983 | HamKam | 2 – 3 | Viking | Briskeby Gressbane |

| Haugesund 12 giugno 1983 | Viking | 3 – 1 | Eik-Tønsberg | Haugesund Stadion |

| Narvik 19 giugno 1983 | Bryne | 2 – 1 | Viking | Narvik Stadion |

| Stavanger 27 giugno 1983 | Viking | 2 – 0 | Brann | Stavanger Stadion |

#### Girone di ritorno
| Stavanger 24 aprile 1983 | Viking | 2 – 1 | Moss | Stavanger Stadion |

| Oslo 3 agosto 1983 | Vålerengen | 1 – 0 | Viking | Bislett Stadion |

| Stavanger 8 maggio 1983 | Viking | 2 – 3 | Kongsvinger | Stavanger Stadion |

| Trondheim 3 agosto 1983 | Rosenborg | 1 – 1 | Viking | Lerkendal Stadion |

| Lillestrøm 21 agosto 1983 | Lillestrøm | 1 – 1 | Viking | Åråsen Stadion |

| Stavanger 28 agosto 1983 | Viking | 1 – 1 | Start | Stavanger Stadion |

| Nedre Eiker 4 settembre 1983 | Mjøndalen | 0 – 0 | Viking | Nedre Eiker Stadion |

| Stavanger 11 settembre 1983 | Viking | 4 – 1 | HamKam | Stavanger Stadion |

| Grimstad 25 settembre 1983 | Eik-Tønsberg | 1 – 0 | Viking | Levermyr Stadion |

| Ulstein 2 ottobre 1983 | Viking | 1 – 0 | Bryne | Høddvoll Stadion |

| Haugesund 9 ottobre 1983 | Brann | 9 – 2 | Viking | Haugesund Stadion |

### Coppa di Norvegia
|  | Viking | 13 – 0 | Buøy |  |

|  | Ulf | 2 – 3 | Viking |  |

|  | Viking | 1 – 2 | Odd |  |

### Coppa dei Campioni
| Belgrado 14 settembre 1983 | Partizan | 5 – 1 | Viking | Stadion Partizana |

| Stavanger 28 settembre 1983 | Viking | 0 – 0 | Partizan | Stavanger Stadion |